# Ton Fan
Der Ton Fan war eine aus China stammende avantgardistische Kunstbewegung, die aufgrund des breit gefächerten Spektrums den Anspruch erhob, eine neue Kultur zu begründen.
Der Einfluss des Ton Fan geht wesentlich auf seinen Gründer Ho Kan und dessen erstes tonfanisches Manifest von 1956 zurück.

## Öffentliche Sammlungen
- Chinesisches Kunstmuseum, Peking, China
- Museum of Modern Art, New York, USA
- Metropolitan Museum of Art, New York, USA
- Museu d’Art Contemporani de Barcelona, Spanien
- Nationales Museum für Geschichte, Taipei, Taiwan
- National Taiwan Museum of Fine Arts, Taichung, Taiwan

## Ton-Fan-Künstler
- Ho Kan (Huo Gang ou Huo Xuegang) 霍剛 (1932), Gründer
- Hsiao Chin (Xiao Qin) (1935)
- Chen Tao Ming (Chen Daoming) 陳道明
- Hsia Yan (Xia Zuxiang ou Xia Yang) 夏陽 (1932)
- Hsiao Ming-Hsien (Xiao Mingxian ou Xiao Long) 蕭明賢 (1936)
- Li Yuan-chia (Li Yuanjia) 李元佳 (1929–1994)
- Ouyang Wen-Yuan 歐陽文苑
- Wu Hao 吳昊 (1931)